# Signy-l’Abbaye
Signy-l’Abbaye ist eine französische Gemeinde mit 1.346 Einwohnern (Stand 1. Januar 2022) im Département Ardennes in der Region Grand Est; sie gehört administrativ zum Arrondissement Charleville-Mézières.

## Geographie
Die Gemeinde liegt knapp südlich des Regionalen Naturparks Ardennen und wird vom Fluss Vaux durchflossen. Hier entspringt auch dessen Zufluss Draize. Nachbargemeinden sind:
- Marlemont im Norden,
- Lépron-les-Vallées und Vaux-Villaine im Nordosten,
- Thin-le-Moutier und Dommery im Osten,
- Wagnon und Grandchamp im Süden,
- Lalobbe im Südwesten,
- Montmeillant im Westen und
- Maranwez im Nordwesten.

## Bevölkerungsentwicklung
| Jahr                      | 1962 | 1968 | 1975 | 1982 | 1990 | 1999 | 2006 | 2014 |
| ------------------------- | ---- | ---- | ---- | ---- | ---- | ---- | ---- | ---- |
| Einwohner                 | 1779 | 1711 | 1672 | 1493 | 1422 | 1340 | 1365 | 1357 |
| Quelle: Cassini und INSEE |      |      |      |      |      |      |      |      |

## Gemeindepartnerschaften
- Albig in Rheinhessen, Deutschland